# ميدل أوف أونر: هيروز
ميدل أوف هونر: هيروز (بالإنجليزية: Medal of Honor: Heroes)‏ هي لعبة فيديو حربية من تطوير إلكترونيك آرتس وإحدى اجزاء ميدل اوف هونر صدرت في أكتوبر 2006 وتدور عن الحرب العالمية الثانية، صدرت على وي و PSP 

## القصة
تتكلم اللعبة عن الحرب العالمية الثانية وطور القصة في اللعبة ياخذ من 30 إلى 25 ساعة ويطلب منك الجنرال القيام باعمال وسط المعركة مثل قتل الاعداء الذين و الاصدقاء يساعدونك في كل مرحلة

## روابط خارجية
- ميدل أوف أونر: هيروز على موقع IMDb (الإنجليزية)